# John Bromwich
Pour les articles homonymes, voir Bromwich.
John Edward Bromwich, né le 14 novembre 1918 à Sydney et mort le 21 octobre 1999 à Geelong (Australie), est un joueur de tennis australien.

## Biographie
Il a remporté 19 titres en Grand Chelem, dont 2 en simple (Australie en 1939 et 1946), 13 en double messieurs et 4 en double mixte.
Il est membre du International Tennis Hall of Fame depuis 1984.
Gaucher avec un revers à deux mains, il sert de la main droite.
Les Australiens Vivian McGrath puis Bromwich sont les premiers à utiliser le revers à deux mains au plus haut niveau du tennis.

## Palmarès (partiel)

### Autres performances en simple
- Championnats d'Australie : demi-finaliste en 1940 et 1954
- Roland-Garros : quart de finale en 1950
- Wimbledon : demi-finaliste en 1949
- Championnat des États-Unis : demi-finaliste en 1938, 1939 et 1947